# Nataša Urbančič

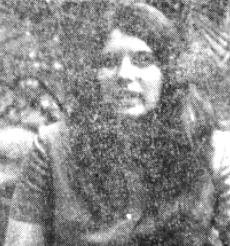
Nataša Urbančič 1969

Nataša Urbančič (* 25. November 1945 in Celje; † 22. Juni 2011 ebenda) war eine jugoslawische Speerwerferin. Ihr größter Erfolg war der Gewinn der Bronzemedaille bei den Europameisterschaften 1974.

## Leben und Karriere
Nataša Urbančič gewann 1965 ihren ersten jugoslawischen Meistertitel mit einer Weite von 49,61 Meter. Bei den Europameisterschaften 1966 qualifizierte sie sich mit 49,74 Meter für das Finale, hatte aber im Endkampf keinen gültigen Versuch. Zwei Jahre später erreichte sie das Finale bei den Olympischen Spielen 1968; mit 55,42 Meter erreichte sie dort den sechsten Platz. 1969 gewann Urbančič ihren zweiten jugoslawischen Landesmeistertitel. Bei den Europameisterschaften 1969 warf sie den Speer auf 55,68 Meter und belegte damit den vierten Platz knapp einen Meter hinter der Bronzemedaille. 
Von 1971 bis 1974 gewann sie vier jugoslawische Meistertitel in Folge. Bei den Europameisterschaften 1971 belegte sie mit 53,66 Meter den zehnten Platz. Im Jahr darauf stand sie bei den Olympischen Spielen in München erneut im Finale und belegte mit 59,06 Meter den fünften Platz. 1973 gelang Nataša Urbančič mit 62,12 Meter der weiteste Wurf ihrer Karriere. Bei den Europameisterschaften 1974 in Rom warf sie den Speer auf 61,66 Meter und gewann die Bronzemedaille hinter den beiden Werferinnen Ruth Fuchs und Jacqueline Todten aus der DDR.
Nataša Urbančič war 1,75 m groß und wog in ihrer aktiven Zeit 59 kg. Von 1969 bis 1974 siegte sie bei der Wahl zur Sportlerin des Jahres in der jugoslawischen Teilrepublik Slowenien.